# Pănet
Pănet là một xã thuộc hạt Mureș, România. Dân số thời điểm năm 2002 là 5973 người.